# Sfinterotomia interna laterale
La sfinterotomia interna laterale è una tecnica chirurgica che riguarda il canale anale.

## Indicazioni
Indicata in caso di presenza di fessure anali.

## Prodedura
L'intervento dura dai 20 ai 30 minuti, in quasi tutti i casi il paziente può lasciare l'ospedale entro il giorno successivo all'intervento (a volte anche nello stesso giorno).

## Effetti collaterali
Si mostra incontinenza anale.